# داريوش رضائي نجاد
داريوش رضائي نجاد (بالفارسية: داریوش رضایی‌نژاد) ولد عام 1976 في آبدانان وتوفي في 23 تموز/يوليو 2011 بطهران، هو عالم نووي إيراني مشهور، اغتيل في شرق طهران من قبل مسلحين مجهولين في تموز/يوليو 2011.

## الاغتيال
اغتِيل داريوش رضائي نجاد في يوليو 2011 من قِبل مسلحين مجهولين كانوا يمتطون دراجات نارية، وذلك خارج البوابة الأمامية لمنزل أسرته، حيث كان ينوي قيادة سيارته عائدا مع زوجته شهرة بيراني بعدما جلبوا ابنتهما أرميتا من روض الأطفال. يُشار إلى أن زوجة العالم هي الأخرى قد تعرضت لإصابات خطيرة خلال الهجوم لكنها نجت من الحادث بأعجوبة.
التقارير الأولية، بما في ذلك تقرير وكالة الـ ISNA الشبه رسمية حددت الضحية وقالت أنه عالم نووي وفيزيائي إيراني يُدعى داريوش رضائي نجاد ويبلغ من العمر 46 عاما كما وضحت نفس التقارير أن لنجاد خبرة كبيرة مع النيوترونات وكيفية نقلهما، هذا بالإضافة إلى أنه أحد أبرز المشاركين في البرنامج النووي الإيراني. غير أن باقي وكالات الأنباء أكدت في وقت لاحق أن الضحية لم يكن عالم الفيزياء النووية داريوش رضائي، بل كان طالب دراسات عليا آخر يدرس الهندسة الكهربائية في جامعة نصير الدين الطوسي للتكنولوجيا بطهران وكان على مقربة من الدفاع عن أطروحته قصد الحصول على شهادة الدكتوراه؛ ويعمل في الأمن القومي للبحوث.
بعد انتشار الأخبار حول موضوع الاغتيال هذا، وبعد التأكد من أن الضحية هو العالم الإيراني داريوش رضائي نجاد، خرج رئيس البرلمان الإيراني علي لاريجاني بتصريح مُثير حيث اتهم الولايات المتحدة وإسرائيل بالوقوف وراء عملية الاغتيال. في المُقابل فقد ردت وزارة الخارجية الأمريكية على هذه الاتهامات، حيث قالت فيكتوريا نولاند (المتحدثة الرسمية باسم الخارجية الأمريكية): «نحن طبعا لسنا متورطين في عملية "الاغتيال" هذه، وكل تعاطفنا مع عائلة الضحية.»
يُشار إلى أن داريوش رضائي نجاد هو رابع عالم يتم اغتياله بسبب عمله في برنامج إيران النووي منذ 2007.

## شكوك حول سبب الاغتيال

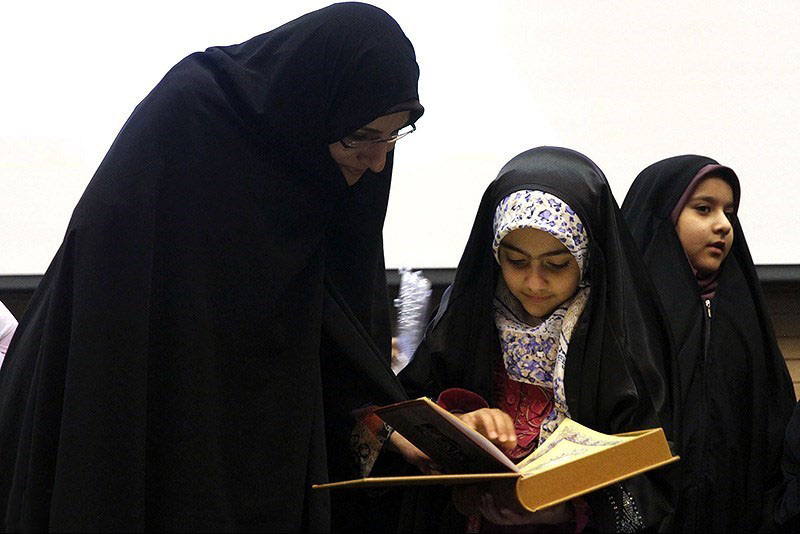
زوجة وطفلة العالم داريوش رضائي نجاد

كشفت التقارير الأولية الصادرة من وكالات الأنباء الشبه رسمية أن اغتيال داريوش جاء بسبب عمله في برنامج إيران النووي، لكن وزير الاستخبارات الإيراني حيدر مصلحي وغيره من المسؤولين نفوا أي صلة بين رضائي نجاد والبرنامج النووي.
لكن تصريح لاريجاني الذي جاء في وقت لاحق والذي ألقى فيه باللوم على الولايات المتحدة وإسرائيل جعل مُعظم وسائل الإعلام تتأكد أن هناك علاقة بين عملية الاغتيال وبين البرنامج النووي، وقصد تفنيد كل هذه الادعاءات ظهر مصيلحي مُجددا لكن هذه المرة قال «إنه لمن المبكر جدا الحديث في هذا.» أما المحلل أفشون أوستوفار (بالإنجليزية: Afshon Ostovar) فقد كتب: «أظن حسب ما ورد في تقارير وسائل الإعلام الإيرانية التقارير أن اغتيال داريوش رضائي له علاقة ببرنامج إيران النووي.»
ووفقا لوكالة أنباء فارس الإيرانية، فإن القتلة ربما أخطأوا عندما استهدفوا داريوش رضائي نجاد لأن المقصود كان سجان رضائي أوشبيلاغ وهو عالم متخصص في المفاعلات النووية وأستاذ مساعد في جامعة أمير كبير للتكنولوجيا. من ناحية أخرى، فداريوش رضائي نجاد كاتب ومؤلف مشارك وسبق له القيام ببحوث حول تيار الجهد العالي المتردد كما كانت له منشورات عن الأسلحة النووية والصواريخ والقذائف الموجهة بالإضافة إلى العديد من التطبيقات غير العسكرية.

## علاقة الموساد بعملية الاغتيال
في 2 آب/أغسطس 2011، نشرت وكالة الأنباء الألمانية في شبيغل مقالا تحت عنوان "الموساد وراء الاغتيالات التي حصلت في طهران"، حيث ادعى نفس الموقع تلقيه معلومات من مصدر رفيع المستوى في المخابرات الإسرائيلية الذي أكد له بدوره تورط الموساد في عملية اغتيال داريوش رضائي نجاد وذلك بسبب عمل الأخير ومساهماته الملحوظة في برنامج إيران النووي.

## وصلات خارجية
- الموساد قاتل العالم داريوش رضائي نجاد بسبب عمله في برنامج إيران النووي (بيزنس تايمز الدولية، 23 تموز/يوليو 2011)
- إيران: الولايات المتحدة الأمريكية وإسرائيل تدخلا في عملية اغتيال داريوش رضائي نسخة محفوظة 23 مارس 2012 على موقع واي باك مشين. - رويترز في 24 تموز/يوليو 2011 (بالألمانية)
- الموساد وراء اغتيال داريوش رضائي نجاد - فرانس24 في 24 تموز/يوليو 2011 (بالفرنسية)
- إيران تتهم إسرائيل بعملية اغتيال داريوش رضائي نجاد - ISNA في 26 تموز/يوليو 2011